# Вяжем город (арт-группировка)
Вяжем город  (Knit the City) — арт группа стрит-артистов, занимающихся вязанием  спицами и крючком, дислоцирующихся в  Лондоне, Англия, превратившая ярнбомбинг из простого увлечения в средство для художественных высказываний.
История группировки начинается с 2009 года.
Коллективу приписывают,  что он первым вышел за рамки простых «cosies» раннего вязанного граффити, чтобы рассказывать «stitched stories», используя вязаных и связанных крючком существ и предметы амигуруми в своих инсталляциях.  Эта практика была подхвачена группами на международном уровне.
Разновидность стрит-арта, которую генерирует данная арт-группировка, называют «вязаным граффити» и «уличным вязанием»
Цель группы - «партизански связать Лондон и весь мир, и принести искусство скрытой стежки в мир без шерсти».
Knit the City была основана Лорен О'Фаррелл (под псевдонимом Deadly Knitshade) в феврале 2009 года  с шестью участниками. Объединение  выросло до семи человек с добавлением The Fastener в конце 2009 года.
В октябре 2010 года два участника покинули группу, а один стал неактивным, в результате чего в группе осталось четыре активных участника. Группа продолжала создавать граффити вчетвером: Deadly Knitshade, The Fastener, Shorn-a the Dead и Lady Loop.

## История
Арт-группировка "Knit the City" мистифицирует историю своего появления  и каждый раз рассказывает новую историю, когда у них берут интервью.
Достоверная история  заключается в том, что коллектив был основан Лорен О'Фаррелл (Deadly Knitshade), именно она  анонимно пригласила пятерых отобранных участников объединить свои  усилия в феврале 2009 года.
Первоначальная миссия группировки провозглашалась, как «повернуть город наизнанку».
Коллектив был частично вдохновлен благотворительным мероприятием О'Фаррелл London Lion Scarf 2007 года , когда ее ремесленное сообщество Stitch London создало гигантские шарфы для лондонских львов на Трафальгарской площади, чтобы собрать деньги для Cancer Research UK, и частично событием 2009 года, в котором Магда Сайег из Knitta Please, Stitch London и журналист "The Guardian@ Перри Льюис совместно рисовали граффити  в районе Саут-Банк.

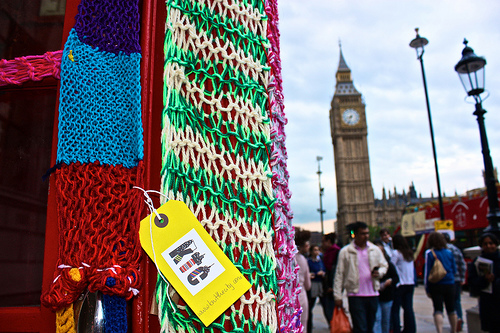
Knit the City Phonebox Cosy, Лондон, Парламентская площадь

Члены группы используют имена в стиле супергероев, чтобы скрыть свою настоящую личность. Первыми членами Yarn Corps были Deadly Knitshade, Knitting Ninja, Lady Loop, Shorn-a the Dead, Bluestocking Stitching и The Purple Purl, с добавлением The Fastener в октябре 2009  года.
Создавая идентичность группы,  Лорен О'Фаррелл  также ввела термин «ярнбомбинг » как менее жестокую альтернативу американскому термину «уличное вязание» . Этот термин  в современный момент институализирован много культурными институциями В России даже проводят фестиваль ярнборбинга.
Впервые данный термин использован в СМИ на BBC News в июне 2009 года.
Лорен О'Фаррелл  приписывают новаторскую концепцию рассказывания «сшитых историй», с использованием связанных и сплетенных крючком персонажей, существ и предметов амигуруми. Самым ранним зарегистрированным примером этого является инсталляция Knit the City «Web of Woe» в августе 2009 года, которая была установлена на лондонской Лик-стрит. С тех пор эта концепция была принята группами по всему миру .
В конце августа 2009 года группа стала первым граффити-вязальным коллективом, опубликовавшим в социальной сети Twitter «живую бурю сказок  с участием шести церквей детских песенок « Апельсины и лимоны » и опубликовав изображения их шестичасовой «Апельсины и Лимонная одиссея» инсталляция в реальном времени.
В конце 2010 года три участника (Bluestocking, Ninja и Purler) покинули группу, и Knit the City продолжили работать вчетвером. Их работа была отмечена интервью Knitshade «The Graffiti Knitting Epidemic», опубликованным в газете "The Guardian", и выступлением на канале ITV This Morning .
В апреле 2011 года Knit the City устроили акцию в Берлине , чтобы запустить немецкое издание своей книги Knit the City: Maschenhaft Seltsames by Deadly Knitshade (опубликовано Hoffmann und Campe ).
Британская версия книги Deadly Knitshade Knit the City: A Whodunnknit Set in London была выпущена в Великобритании в сентябре 2011 года (опубликована Summersdale ).

## Особенности выполнения работ
Устанавливая свои инсталляции  в оживленных общественных местах, Knit the City добавляют к каждой работе бумажную или тканевую бирку с логотипом, адресом веб-сайта и фразой «Признайтесь в краже». Они призывают зрителей брать свои вещи.

## Наиболее известные работы
История публичных городских интервенций началась с  простого «уютного» деревянного барьера в лондонском Ковент-Гарден .
Затем приступили к созданию своего самого известного объекта - вязанного вручную чехла на телефонную будку, на Парламентской площади в Лондоне, причем группировка оставила телефонную будку в рабочем состоянии.
Самые известные работы:
- «Паутины горя», 13-футовая паутина, полная пауков и жертв на лондонской Лик-стрит [14]
- Стена Страны Чудес за пределами кинотеатра IMAX на Южном берегу в честь ремейка Тима Бертона «Алиса в стране чудес»,
- статуя балерины в Королевском оперном театре, покрытая персонажами из « Щелкунчика»,
- цепочка вязаных сердец, которая была повешена на дугу статуи на площади Пикадилли высотой семь метров.

Художники также выставлялись в галереи Тейт и принимали участие в художественных проектах за пределами Великобритании. Они также получили заказ на создание инсталляций от компании John Smedley, занимающейся дизайном трикотажа, в их флагманском магазине  и гиганта компьютерных игр Nintendo .

## внешние ссылки
- Веб-сайт «Вяжем город»
- Вяжем Город фотогалерея
- Сайт Deadly Knitshade
- Сайт крепежа
- Вяжем город в Твиттере
- Knitshade, Deadly (2011) Вяжем город: действие Whodunnknit в Лондоне. Великобритания: Саммерсдейл.
- Льюис, Перри, Путеводитель по ночи: Марк Томас присоединяется к партизанским вязальщицам . The Guardian, 1 ноября 2009 г.
- Коста, Мэдди, Эпидемия вязания граффити . The Guardian, 11 октября 2010 г.
- Уотерхаус, Джо (2010) Indie Craft. Великобритания: Лоуренс Кинг.
- Knitshade, Deadly (2011) Вяжем город - Maschenhaft Seltsames. Германия: Хоффманн и Кампе.
- Рената Тыщук (автор, редактор), Джо Смит (редактор), Мелисса Батчер (редактор) (2012) Атлас: география, архитектура и изменения во взаимозависимом мире. Великобритания: Издательство Black Dog
- Карлин, Сьюзен Урбан, вязальщицы граффити, новинка, Cozier Christo and Jeanne-Claude Fast Company, 29 марта 2011 г.